# Середня Саксонія
Сере́дня Саксо́нія (нім. Landkreis Mittelsachsen) — район у Німеччині, в землі Саксонія. Підпорядкований адміністративному округу Хемніц. Виник 1 серпня 2008 внаслідок реформи громад із колишніх районів Дебельн, Фрайберг та Мітвайда. Центр району  — місто Фрайберг. 

## Населення
Населення району становить 301 474 осіб (станом на 31 грудня 2020).

## Адміністративний поділ
Район складається з 21 міста та 32 громад (нім. Gemeinden).
Дані про населення наведені станом на 31 грудня 2020.
| Міста: 1. Аугустусбург (4508) 2. Бранд-Ербісдорф (9145) 3. Бургштедт (10530) 4. Вальдгайм (8845) 5. Гайніхен (8531) 6. Гарта (6891) 7. Герінгсвальде (4212) 8. Гросширма (5580) 9. Дебельн (23467) 10. Едеран (7876) 11. Зайда (1713) 12. Ляйсніг (8156) 13. Лунценау (4133) 14. Міттвайда (14356) 15. Пеніг (8624) 16. Росвайн (7410) 17. Рохліц (5658) 18. Флеа (10607) 19. Фрайберг (39948) 20. Франкенберг (13784) 21. Фрауенштайн (2733) | Громади: 1. Альтміттвайда (1872) 2. Бобріч-Гільберсдорф (5622) 3. Вайсенборн (2489) 4. Вексельбург (1766) 5. Гальсбрюке (5101) 6. Гартманнсдорф (4421) 7. Гросвайчен (2739) 8. Гросгартманнсдорф (2465) 9. Дорфхемніц (1536) 10. Ерлау (3141) 11. Еппендорф (4013) 12. Зеліц (1669) 13. Кенігсгайн-Відерау (2580) 14. Кенігсфельд (1379) 15. Клаусніц (3004) 16. Крібштайн (2058) | 1. Ліхтенау (7063) 2. Ліхтенберг (2673) 3. Лойбсдорф (3257) 4. Мульда (2457) 5. Мюлау (2135) 6. Нідервіза (4859) 7. Нойгаузен (2555) 8. Обершена (3325) 9. Острау (3521) 10. Райнсберг (2810) 11. Рехенберг-Біненмюле (1823) 12. Россау (3492) 13. Таура (2340) 14. Цеттліц (668) 15. Чайц-Оттевіг (1311) 16. Штрігісталь (4623) |